# Bill Rademacher
Bill Rademacher (13 de maio de 1942 - 3 de abril de 2018) foi um ex-jogador profissional de futebol americano estadunidense.

## Carreira
Bill Rademacher foi campeão do Super Bowl III jogando pelo New York Jets.